# 坎佩尔主教座堂

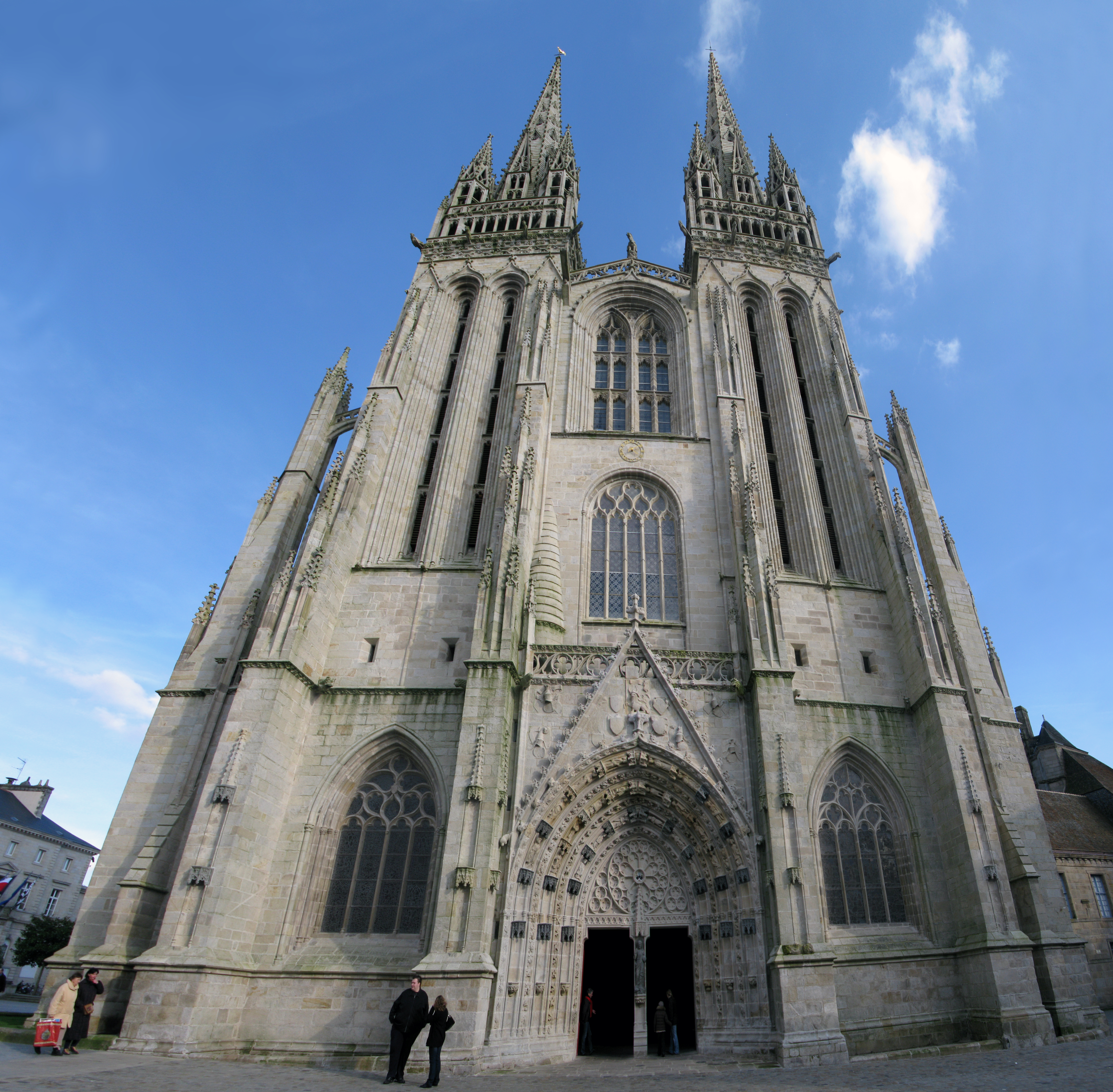
坎佩尔主教座堂

47°59′44″N 4°6′8″W / 47.99556°N 4.10222°W
坎佩尔主教座堂（法語：Cathédrale Saint-Corentin de Quimper）是罗马天主教坎佩尔教区的主教座堂，位于法国西北部布列塔尼大区的坎佩尔城，主保圣人是首任主教圣科伦坦（Saint Corentin）。
坎佩尔主教座堂与其他哥特式主教座堂不同，中间略微弯曲，以配合其位置的轮廓，避让一块沼泽地

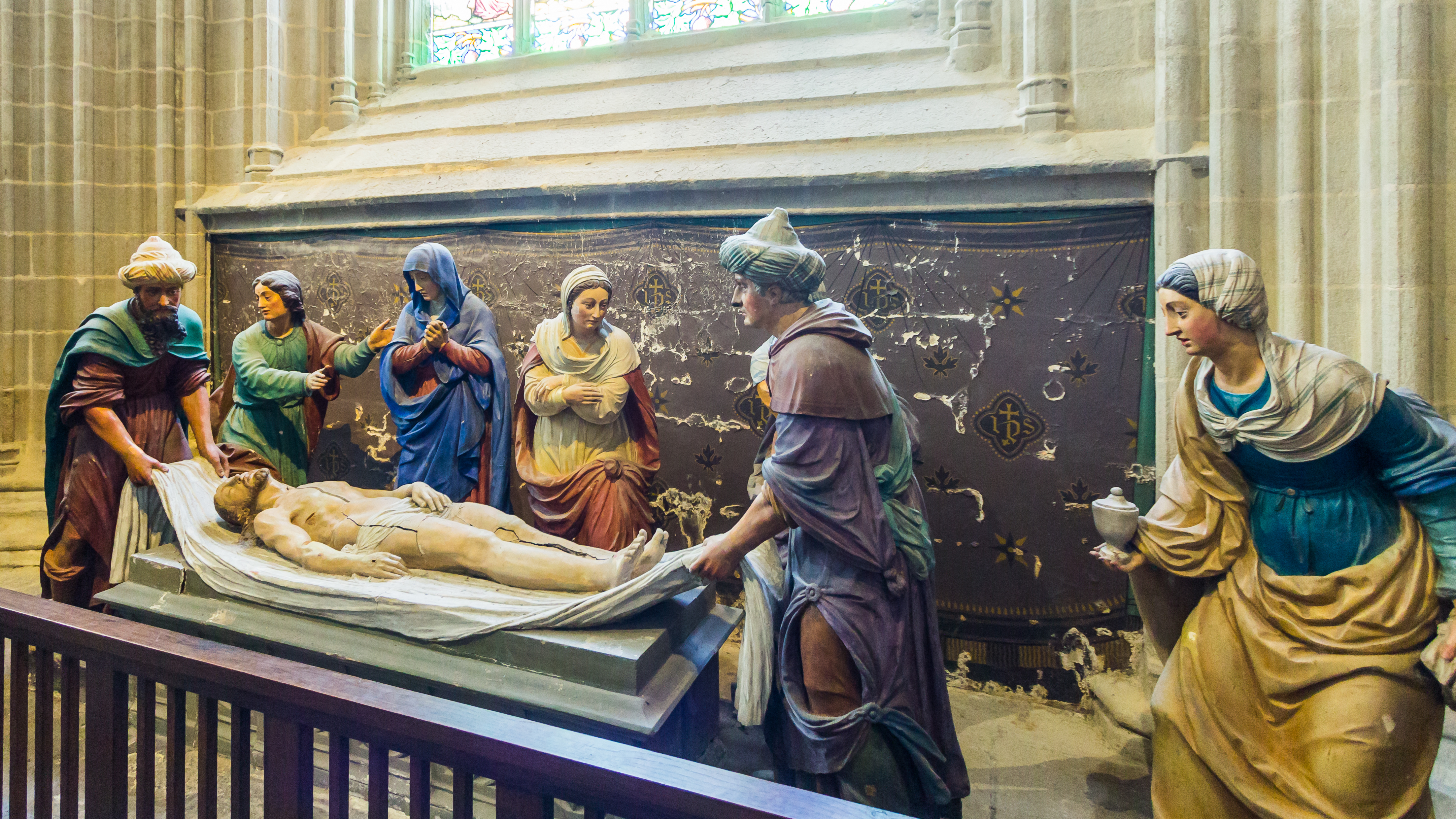
安葬基督
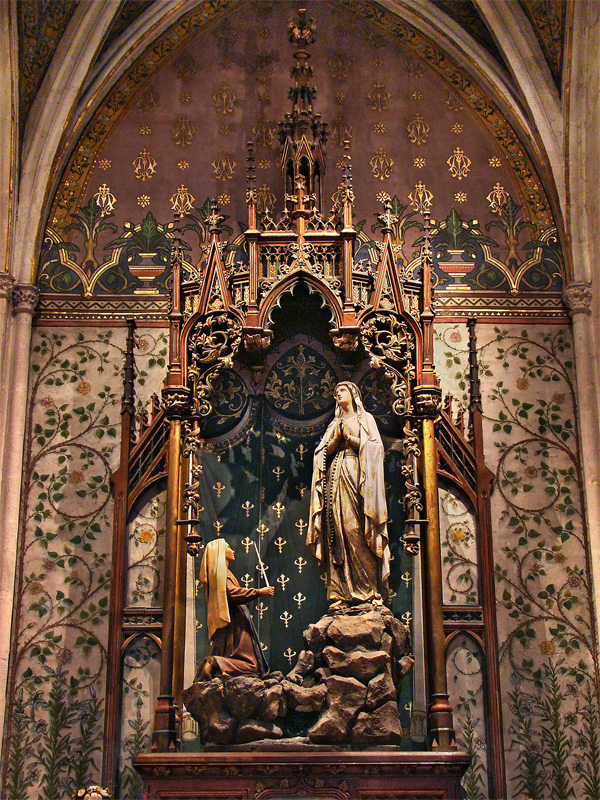
露德圣母小堂
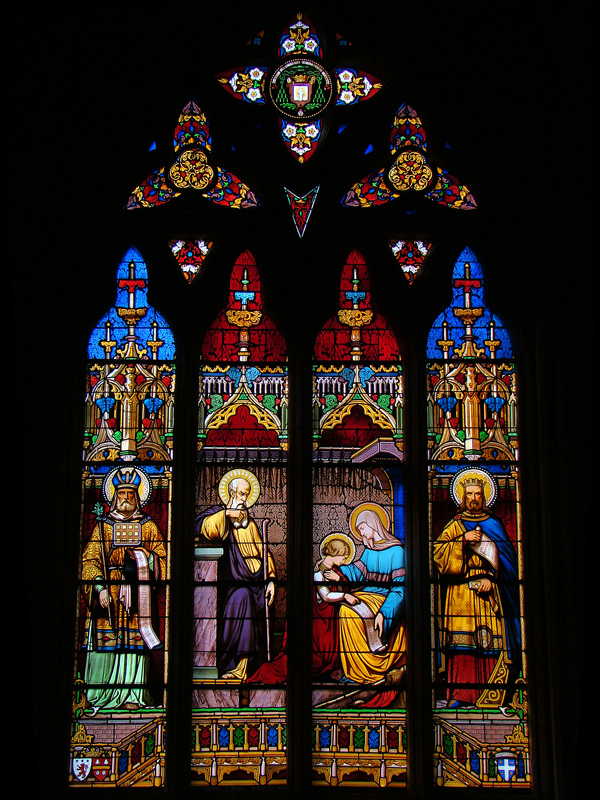
花窗玻璃
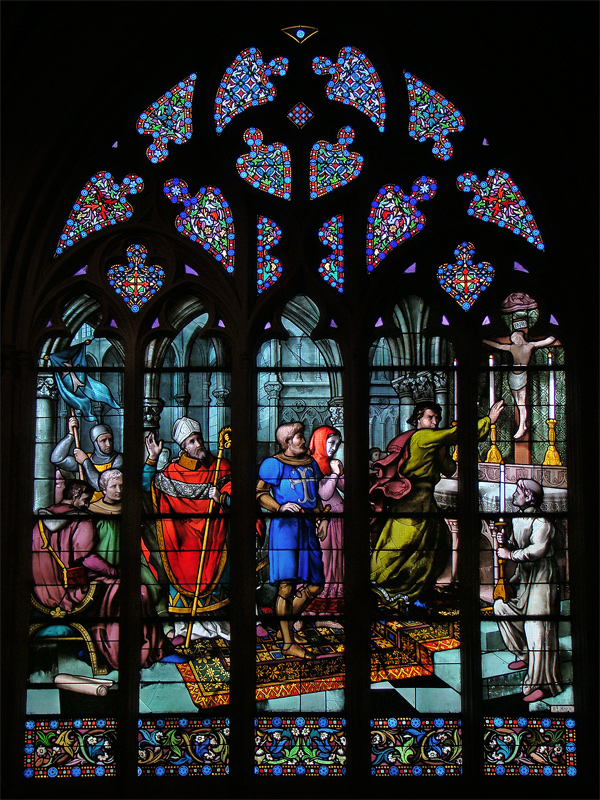
花窗玻璃